# Moscufo
Moscufo est une commune de la province de Pescara dans la région Abruzzes en Italie.

## Administration
| Période                                  | Période | Identité | Étiquette | Qualité |
| ---------------------------------------- | ------- | -------- | --------- | ------- |
|                                          |         |          |           |         |
| Les données manquantes sont à compléter. |         |          |           |         |

### Hameaux
Bivio Casone, Casale, Moscufo Scalo, Pischiarano, Selvaiella, Senarica, Valle Pelillo, Villa Sibi.

### Communes limitrophes
Cappelle sul Tavo, Collecorvino, Loreto Aprutino, Pianella, Spoltore